# László Bóka
László Bóka (ur. 19 lipca 1910 w Budapeszcie, zm. 1 listopada 1964 tamże) – węgierski pisarz, poeta i historyk literatury, profesor Węgierskiej Akademii Nauk.

## Życiorys
Uzyskał dyplom nauczyciela języków węgierskiego, niemieckiego i francuskiego. Do 1945 był bibliotekarzem m.in. w Bibliotece Uniwersyteckiej w Budapeszcie. Brał udział w ruchu oporu przeciwko Niemcom i węgierskim kolaborantom. Jego tomik poetycki z 1944 został skonfiskowany przez policję Horthy'ego. Od kwietnia 1947 do sierpnia 1950 pozostawał sekretarzem stanu w Ministerstwie Oświaty Publicznej, a potem był pracownikiem Uniwersytetu Loránda Eötvösa (Wydział Humanistyczny). Był kierownikiem Katedry Historii Literatury. 
Od 1930 współpracował z różnymi gazetami. W jego artykułach dotyczących życia kulturalnego pojawiały się wówczas elementy faszystowskie. Badał dzieła Attili Józsefa i Endrego Ady. W dużej części opracowań wyjaśniał problematykę zagadnień teoretycznych i systematycznych literatury. Zajmował się również literaturą faktu. Był jednym ze znaczących poetów i prozaików tzw. trzeciego pokolenia. Jego twórczość beletrystyczna skupiała się w dwóch okresach twórczych (od końca lat 30. do końca lat 40. XX wieku oraz od końca lat 50. tego stulecia do śmierci).

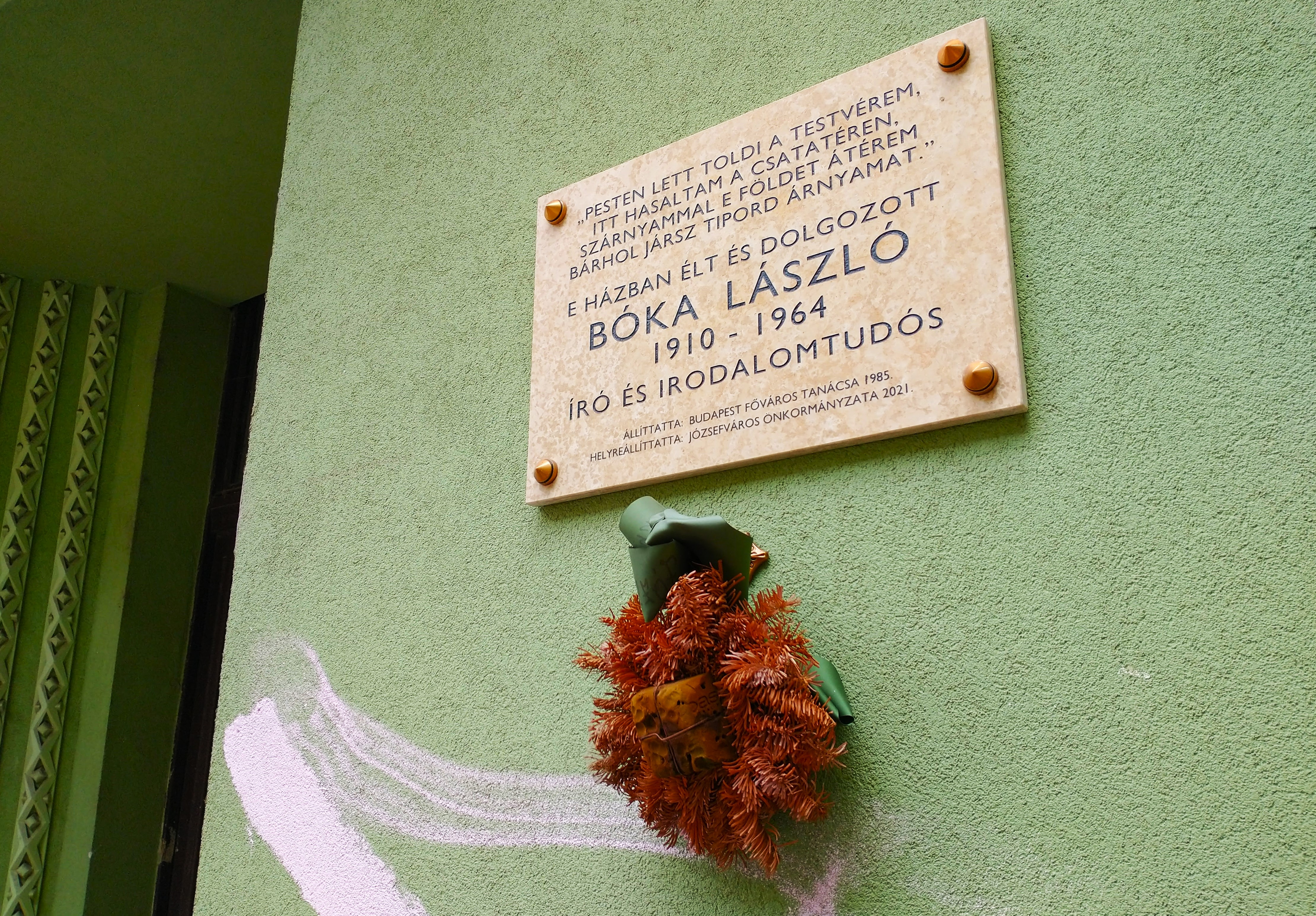
Tablica pamiątkowa przy Kisfaludy utca 28/a w Budapeszcie

Od 1953 był profesorem Węgierskiej Akademii Nauk. W 1960 został laureatem nagrody Attili Józsefa.

## Dzieła
Wybrane dzieła autora:
- tomy wierszy:
  - Magyar Agapé (1940),
  - Jégvilág (1944),
  - Szebb az új (1950),
  - Harag nélkül (1964),

- powieści:
  - Zenekíséret (1947),
  - Alázatosan jelentem (1958),
  - A karoling trón (1960),
  - Karfiol Tamás (1961),
  - Nandu (1963),
  - Őszi napló (1965)[1].